# Dunstall
Dunstall – wieś w Anglii, w hrabstwie Staffordshire, w dystrykcie East Staffordshire. Leży 27 km na wschód od miasta Stafford i 178 km na północny zachód od Londynu.